# ZSU-57-2
ZSU-57-2 – samobieżne działo przeciwlotnicze konstrukcji radzieckiej z okresu po II wojnie światowej.

## Historia
Doświadczenia II wojny światowej wykazały konieczność posiadania przez jednostki pancerne i zmechanizowane uzbrojenia przeciwlotniczego zdolnego do poruszania się w szykach tych oddziałów i zapewniającego im stałą ochronę przed atakami z powietrza. Zaczęto więc konstruować samobieżne działa przeciwlotnicze. Problem ochrony wojsk przed atakami z powietrza nabrał szczególnego znaczenia w związku z rolą lotnictwa w trakcie i po II wojnie światowej.
Pojazdy takie jak niemieckie samobieżne działo przeciwlotnicze – Wirbelwind (z czterema działkami 2 cm FlaK 30) czy dostarczone w ramach programu Lend-Lease 450 sztuk M5 Half-track i 1000 sztuk M17 Half track (samobieżne zestawy przeciwlotnicze z 4 × 0,5 cala (12,7 mm) karabinem maszynowym Browning) były używane z dobrym skutkiem w ostatnich bitwach II wojny światowej i znane radzieckim konstruktorom.
Jedną z pierwszych radzieckich konstrukcji tego typu było działo ZSU-37. Nie spełniało ono wszystkich stawianych przed tego rodzaju sprzętem wymagań. Prowadzono więc dalsze prace konstrukcyjne. Doprowadziły one do skonstruowania i przyjęcia na uzbrojenie Armii Radzieckiej w latach 50. XX wieku nowego modelu działa nazwanego ZSU-57-2. Do budowy pojazdu wykorzystano wiele części i podzespołów czołgu T-54. Wóz uzbrojony został w dwie sprzężone armaty automatyczne typu S-68 (nieco zmodernizowana wersja armaty S-60). Działo przeznaczone było do niszczenia celów powietrznych lecących z prędkością poddźwiękową na pułapie do 4000 m. Mogło być także stosowane do zwalczania lekko opancerzonych celów naziemnych. Działo ZSU-57-2 zostało pierwszy raz zademonstrowane publicznie na defiladzie w Moskwie w listopadzie 1957.

## Służba
Działo samobieżne ZSU-57-2 zostało przyjęte do uzbrojenia pododdziałów przeciwlotniczych dywizji pancernych i zmechanizowanych Armii Radzieckiej. Weszło także na uzbrojenie państw Układu Warszawskiego, w tym także ludowego Wojska Polskiego. Dysponowały nim armie państw arabskich, fińska, wietnamska i kubańska. Było używane bojowo w konfliktach na Bliskim Wschodzie i w Indochinach. W późniejszym czasie zostało ono zastąpione przez nowocześniejsze działo ZSU-23-4.

## W muzeach
- Lubuskie Muzeum Wojskowe w Drzonowie
- Muzeum Historii i Tradycji Żołnierzy Suwalszczyzny w Suwałkach
- Muzeum Wojska Polskiego w Warszawie
  - Park plenerowy przed siedzibą główną MWP
  - Muzeum Polskiej Techniki Wojskowej

Inne zachowane egzemplarze
- Centralny Poligon Sił Powietrznych w Wicku Morskim
- Muzeum Obrony Przeciwlotniczej w Koszalinie[2]